# Enrique Rodríguez Cal
Enrique Rodríguez Cal   (Carreño, 19 de novembre de 1951 - Avilés, 23 de novembre de 2022) fou un boxejador asturià, guanyador d'una medalla olímpica.
Va néixer el 17 de novembre de 1951 a la població de Candás, situada al consell de Carreño, població situada al Principat d'Astúries.
Va participar, als 20 anys, als Jocs Olímpics d'Estiu de 1972 realitzats a Múnic (Alemanya Occidental), on va aconseguir guanyar la medalla de bronze en la prova de pes minimosca. Va participar en els Jocs Olímpics d'Estiu de 1976 realitzats a Mont-real (Canadà), on fou l'abanderat espanyol en la cerimònia inaugural dels Jocs, si bé va perdre en la primera ronda de la competició olímpica de pes minimosca.
Al llarg de la seva carrera guanyà una medalla de bronze en el Campionat del Món de boxa i dues d'or als Jocs del Mediterrani.